# Giannis Taralidis
Giannis Taralidis (17 de Maio de 1981) é um futebolista profissional grego.

## Carreira
Giannis Taralidis representou a Seleção Grega de Futebol nas Olimpíadas de 2004, quando atuou em casa. Taralidis marcou dois gols na fase de grupos, mas a Grécia não avançou.